# Spritdryck

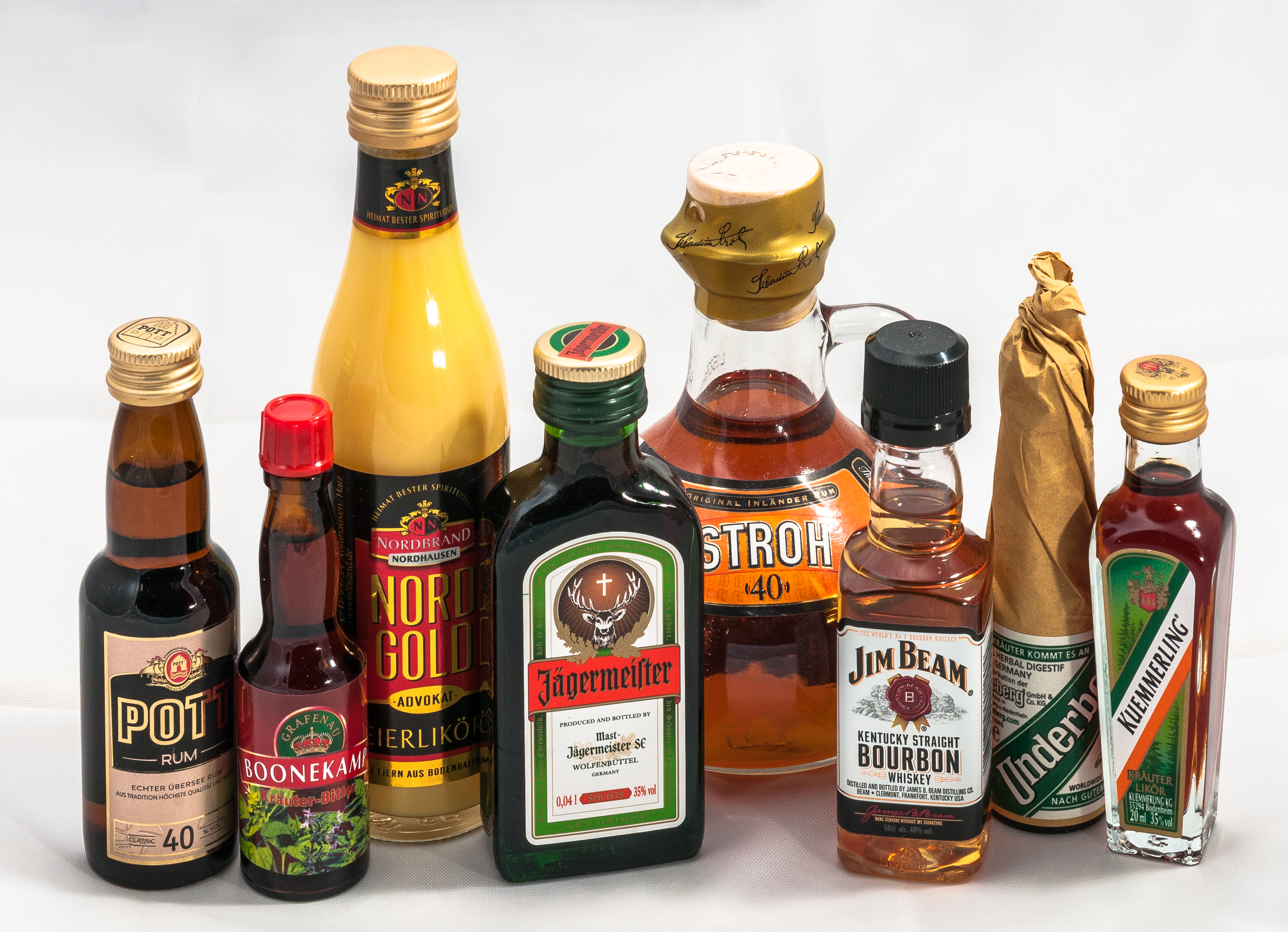

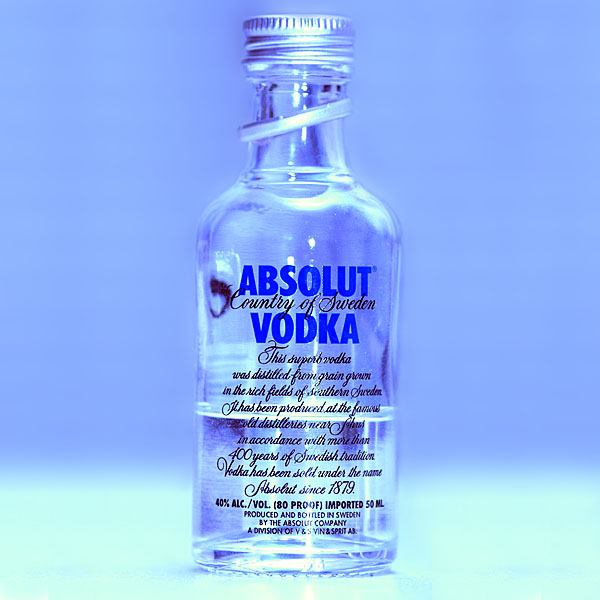
En vodkaflaska från Absolut Vodka.

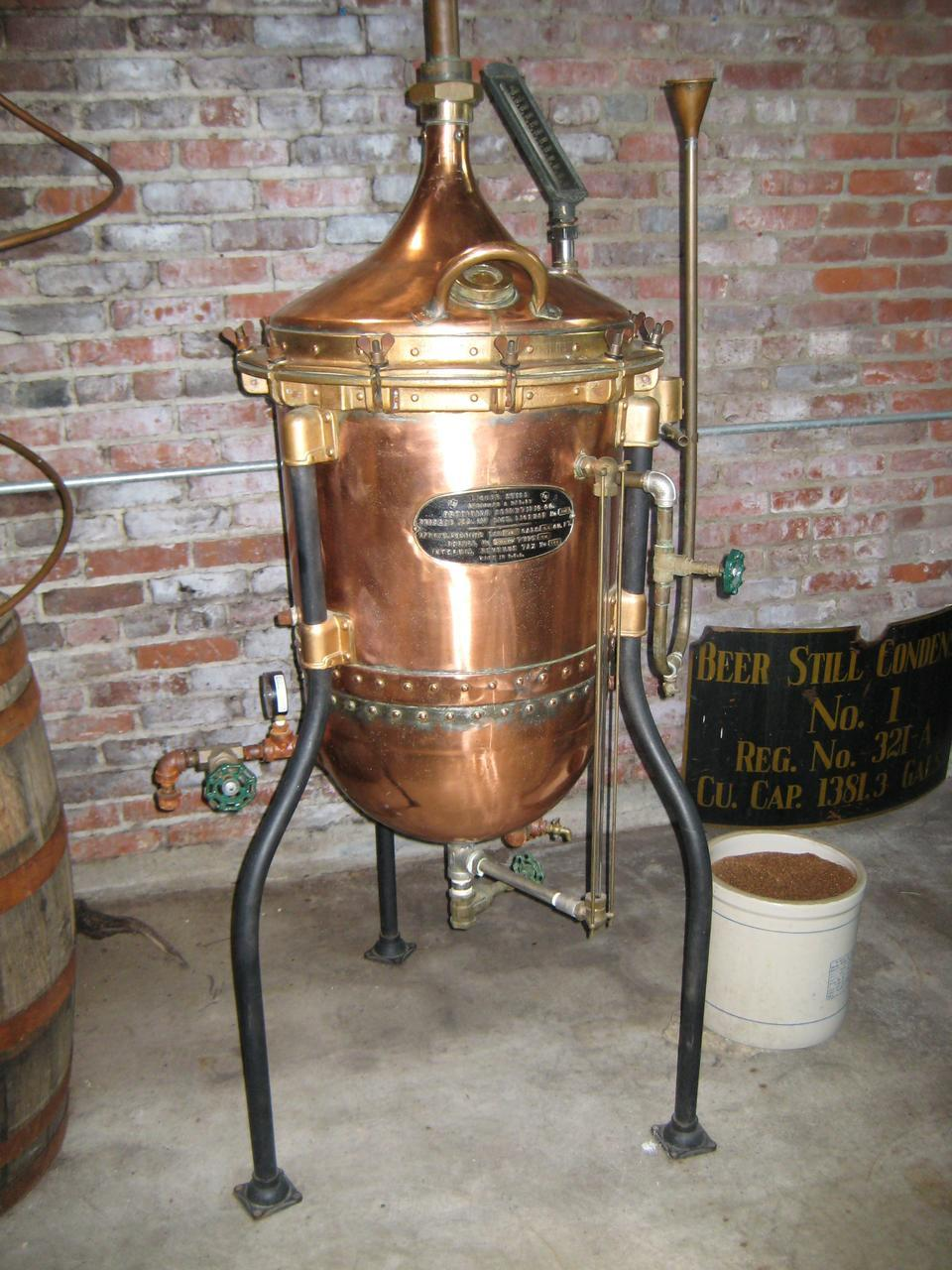
En destilleringsapparat.

Spritdryck avser en alkoholdryck som innehåller etanol som vanligtvis koncentrerats genom destillering.
Vin och öl klassas inte som sprit enligt definition i den svenska Alkohollagen.

## Framställning
Framställningsprocessen för spritdrycker består i allmänhet av nedanstående steg.
1. Jäsning av en råvara som innehåller jäsningsbara kolhydrater i form av socker eller stärkelse, för att framställa etanol.
2. Destillering av det etanolhaltiga utgångsmaterialet till en råsprit av hög alkoholhalt.
3. I många fall tillförsel av någon form av aromämnen, oftast endera genom smaksättning av spriten med kryddor, örter, frukt eller andra aromämnen, eller genom fatlagring på ekfat eller andra träfat.
4. Utspädning av spriten med vatten till sin slutliga alkoholstyrka.

Såväl råvaran som jäses, som eventuell smaksättning, påverkar den färdiga spritdryckens aromer och smak. Även om destilleringen är en separationsprocess drivs denna vanligen inte lika långt som vid framställning av teknisk etanol, utan råspriten innehåller även avsiktligt smärre mängder av andra ämnen än etanol och vatten. Finkeloljor renas från flertalet spritdrycker men kan i t.ex. whisky bidra till den avsedda doft- och smakbilden.

## Olika typer av spritdrycker
Spritdrycker kan allmänt delas in efter råvara, förekomst av kryddning eller annan smaksättning, förekomst av fatlagring och spritens geografiska ursprung.
Vanligt förekommande råvaror, och några av de spritsorter de ger upphov till, är:
- sädesslag i allmänhet: vodka och många andra drycker
- malt: whisky
- diverse jordbruksprodukter inklusive potatis: brännvin
- sockerrör: rom
- Agave: tequila
- vin: eau de vie och olika typer av brandy, såsom cognac och armagnac
- pressrester från vinframställning: grappa, marc och liknade
- äpplen: calvados
- andra frukter och bär: fruktsprit

Några av dessa spritsorter fatlagras alltid.
Efter destilleringen kan en spritsort exempelvis smaksättas av:
- anis: ouzo eller raki
- malört: absint
- kummin eller dill: akvavit
- olika frukter m.m.: likörer

## Användning
Några huvudsakliga användningsområden för olika spritdrycker är:
- som drinkar eller shots på egen hand.
- som ingrediens i blandade drinkar, såsom cocktails.
- som aperitif eller snaps som dricks vid inledningen av en måltid eller till en mindre förrätt.
- som digestif som dricks på egen hand efter en måltid.
- som avec som dricks tillsammans med kaffe eller liknande efter en måltid.
- för flambering.

## Marknadssituation
Till världens största spritproducenter hör Jinro, Smirnoff Vodka och Lotte Liquor.

## Spritsorter i urval
- Absint
- Akvavit
- Armagnac
- Arrak
- Brandy
- Brännvin
- Bourbon
- Cachaça
- Calvados
- Genever
- Fernet
- Gin
- Grappa
- Cognac
- Likör
- Mescal
- Metaxa
- Ouzo
- Pisco
- Raki
- Rom
- Slivovits
- Tequila
- Whisky (whiskey)
- Vodka
- Punsch

## Kulturella referenser
Det är en svensk och finländsk tradition att när man dricker spritdrycker i grupp vid t. ex. en högtid så skall man sjunga en så kallad snapsvisa. Bruk av spritdrycker hyllas förutom i snapsvisor också ofta i populärmusik.